# Clyomys laticeps
Clyomys laticeps (Thomas, 1909) è un roditore della famiglia degli Echimiidi, unica specie del genere Clyomys (Thomas, 1916), diffuso nell'America meridionale.

## Descrizione

### Dimensioni
Roditore di grandi dimensioni, con la lunghezza della testa e del corpo tra 145 e 208 mm, la lunghezza della coda tra 48 e 89 mm, la lunghezza del piede tra 29 e 36 mm, la lunghezza delle orecchie tra 17 e 22 mm e un peso fino a 257 g.

### Caratteristiche craniche e dentarie
Il cranio è largo e presenta un rostro breve e ampio, la regione inter-orbitale ampia, le bolle timpaniche rigonfie e le ossa pre-mascellari proiettate in avanti oltre la linea degli incisivi. I fori palatali anteriori sono stretti ed allungati. I denti masticatori hanno la corona elevata e tre radici e la loro superficie occlusiva è circolare.
Sono caratterizzati dalla seguente formula dentaria:

### Aspetto
La pelliccia è ruvida e spinosa. Le parti dorsali variano dal rossiccio striato di nero al giallo brizzolato, mentre le parti ventrali sono giallo-brunastre chiare o bianche. Le parti dorsali variano dal giallastro al rossastro. Gli arti sono brevi, i piedi sono lunghi e sottili. Le orecchie sono corte ed arrotondate. Gli artigli sono robusti, dritti ed allungati. La coda è più corta della metà della testa e del corpo, è ricoperta di corti peli che nascondono parzialmente le scaglie sottostanti. Il cariotipo è 2n=34 FN=58, 60, 62 e 2n=32 FN=54.

## Biologia

### Comportamento
È una specie parzialmente fossoria che scava tane facilmente identificabili e spesso associate a quelle degli armadilli.

### Alimentazione
Si nutre di semi di palme delle specie Attalea geraensis e Syagrus petraea.

### Riproduzione
Femmine gravide sono state catturate alla fine della stagione secca e lo svezzamento e la crescita si completano durante la stagione delle piogge. Danno alla luce un piccolo alla volta. Giovani esemplari sono stati osservati a dicembre ed aprile.

## Distribuzione e habitat
Questa specie è diffuso negli stati brasiliani del Distretto federale, Goiás, Mato Grosso, Mato Grosso do Sul, Minas Gerais, San Paolo e nel Paraguay orientale.
Vive nelle savane tropicali e in praterie tra 100 e 1.100 metri di altitudine.

## Conservazione
La IUCN Red List, considerato il vasto areale, la popolazione presumibilmente numerosa, la presenza in diverse aree protette e la tolleranza a diversi livelli di modifiche ambientali, classifica C.laticeps come specie a rischio minimo (Least Concern).